# Square des Anciens-Combattants
Le square des Anciens-Combattants est un espace public de la commune de Mont-de-Marsan, dans le département français des Landes.

## Situation et accès
Le square des Anciens-Combattants est situé dans le centre-ville de Mont-de-Marsan, entre la Douze et le Midou. Il est bordé par la rue Victor-Hugo au Nord, le boulevard Jean-de-Lattre-de-Tassigny à l'Est, la rue des Remparts au Sud et à l'Ouest. Sa forme est trapézoïdale et sa superficie est d'environ 4300 m2.

## Origine du nom
Il rend hommage aux Anciens combattants, statut légal reconnu par les autorités militaires et civiles à toute personne ayant servi sous son autorité lors d'une guerre.

## Historique
Entre 1585 et 1590, Henri III de Navarre (le futur roi Henri IV de France) fait édifier un double bastion entouré de fossés qui prend le nom de Tenailles pour protéger la porte de Roquefort. Il existe alors la « Grande Tenaille » au Sud, bastion de pierre et de terre d'un hectare environ et une « Petite Tenaille », à l'emplacement du premier couvent des Clarisses. Louis XIII réussit, avec l'aide du cardinal de Richelieu, à mater la révolte des Protestants en France. Concernant Mont-de-Marsan, en réaction au soulèvement dirigé par le marquis huguenot Antonin de Castelnau, et afin d'éviter que la cité ne devienne une place forte protestante comme La Rochelle, le roi envoie une ordonnance datée du 24 mai 1627 au lieutenant général de la ville, Adam de Prugue, ainsi qu'au maire et aux jurats, exigeant le « rasement et démolition de fond en comble » du château de Nolibos et des Tenailles.
L'espace libéré par la destruction de la Grande Tenaille est aménagé en place à la fin du XVIIIe siècle qui prend tour à tour le nom de place de la Tenaille, place de la Révolution puis Champ de Mars (nom figurant sur le plan cadastral de 1811). Avant l'aménagement des arènes du Plumaçon, des courses taurines de quartier y ont lieu,  et un projet de construction d'une maison de correction est envisagé en 1812.
En 1863, la place est réaménagée en square, qui prend le nom de square de la Tenaille, square du Bourg-Neuf puis square Soubiran en 1884, en hommage à Bernard Henri Soubiran, maire de Mont-de-Marsan de 1848 à 1852 qui, lors du coup d'État du 2 décembre 1851, empêche la déportation de 57 républicains de sa ville. En 1922, le site accueille le monument aux morts de la ville du sculpteur Charles Despiau. Se pose alors la question controversée du nom du lieu, à conserver en mémoire de l'ancien maire ou à changer pour honorer les morts de la commune pour la patrie. Plusieurs propositions sont formulées : square de la Victoire, square du Souvenir ou square du 34e RI. Il faut attendre 1949 pour que la place soit renommée square Charles-Despiau avant de prendre son nom de square des Anciens-Combattants.
La Fontaine Les Jeux de la Mer, œuvre d'Édouard Cazaux réalisée en 1935, est exposée de manière permanente à l'angle Nord-Ouest du square, à la place de l'ancienne fontaine du Bourg-Neuf. Pendant la période d'occupation de la ville, du 27 juin 1940 au 21 août 1944, les cérémonies de l'armistice du 11 novembre 1918 sont interdites. Des rapports des renseignements généraux de 1942 font toutefois état de discrètes manifestations de patriotisme. Le 21 août 1944 vers 10h00 se déroule une fête de la libération de Mont-de-Marsan. Le 3 septembre 1944 a lieu la cérémonie de la « journée de rétablissement de la République », qui rend devant le monument aux morts un hommage aux victimes de la Seconde guerre mondiale.
En 2020, à l'occasion de l'année Charles de Gaulle (130 ans de sa naissance, 80 ans de l'appel du 18 Juin, 50 ans de sa mort), un arbre a été planté dans le square par la section landaise de l'Association de l'Ordre national du Mérite et la Ville de Mont-de-Marsan.

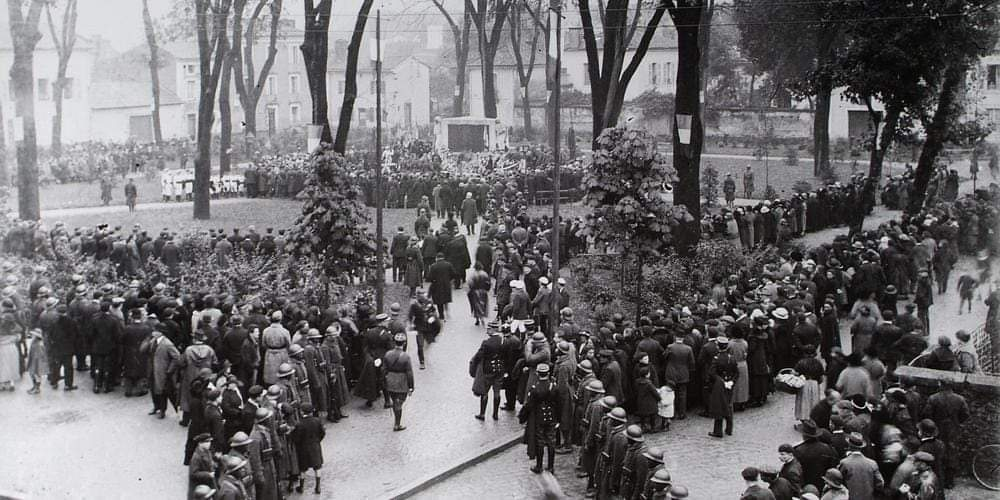
Square des Anciens-Combattant le 11 novembre 1922, date de l'inauguration du monument aux morts.

## Bâtiments remarquables et lieux de mémoire

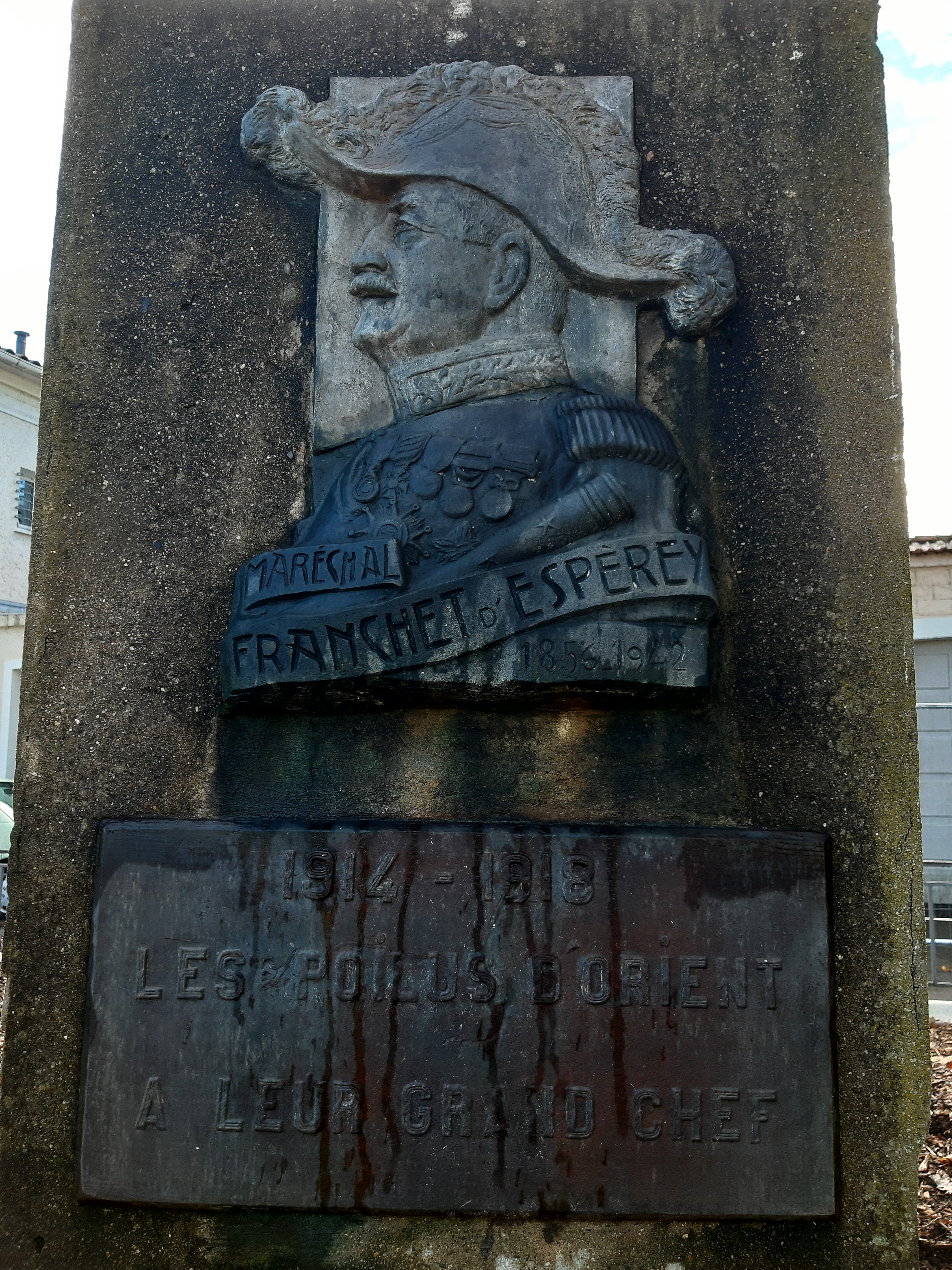
Médaillon du Maréchal Franchet d'Espérey, réalisé par Cel le Gaucher
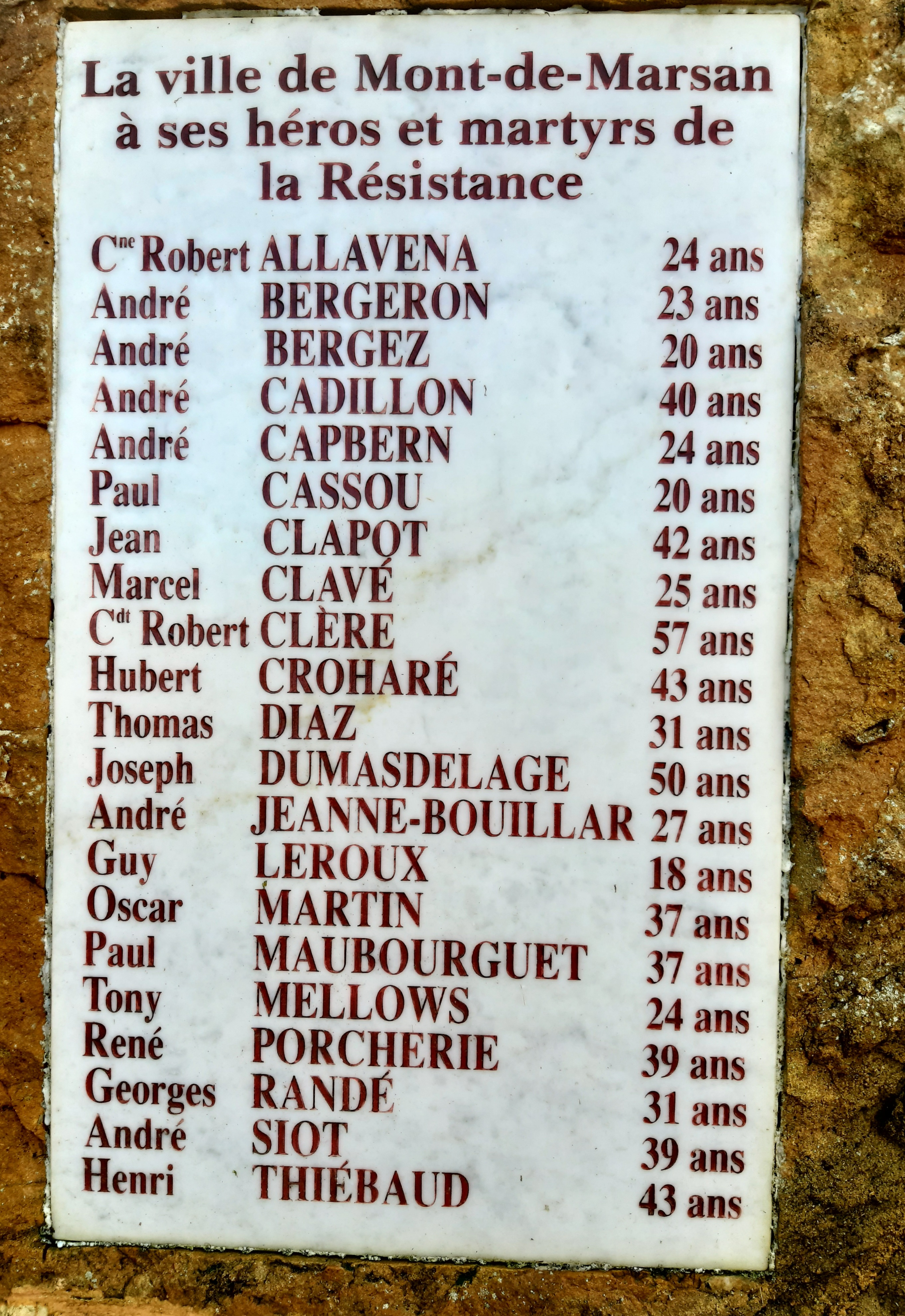
Plaque à la mémoire des héros de la Résistance de la ville
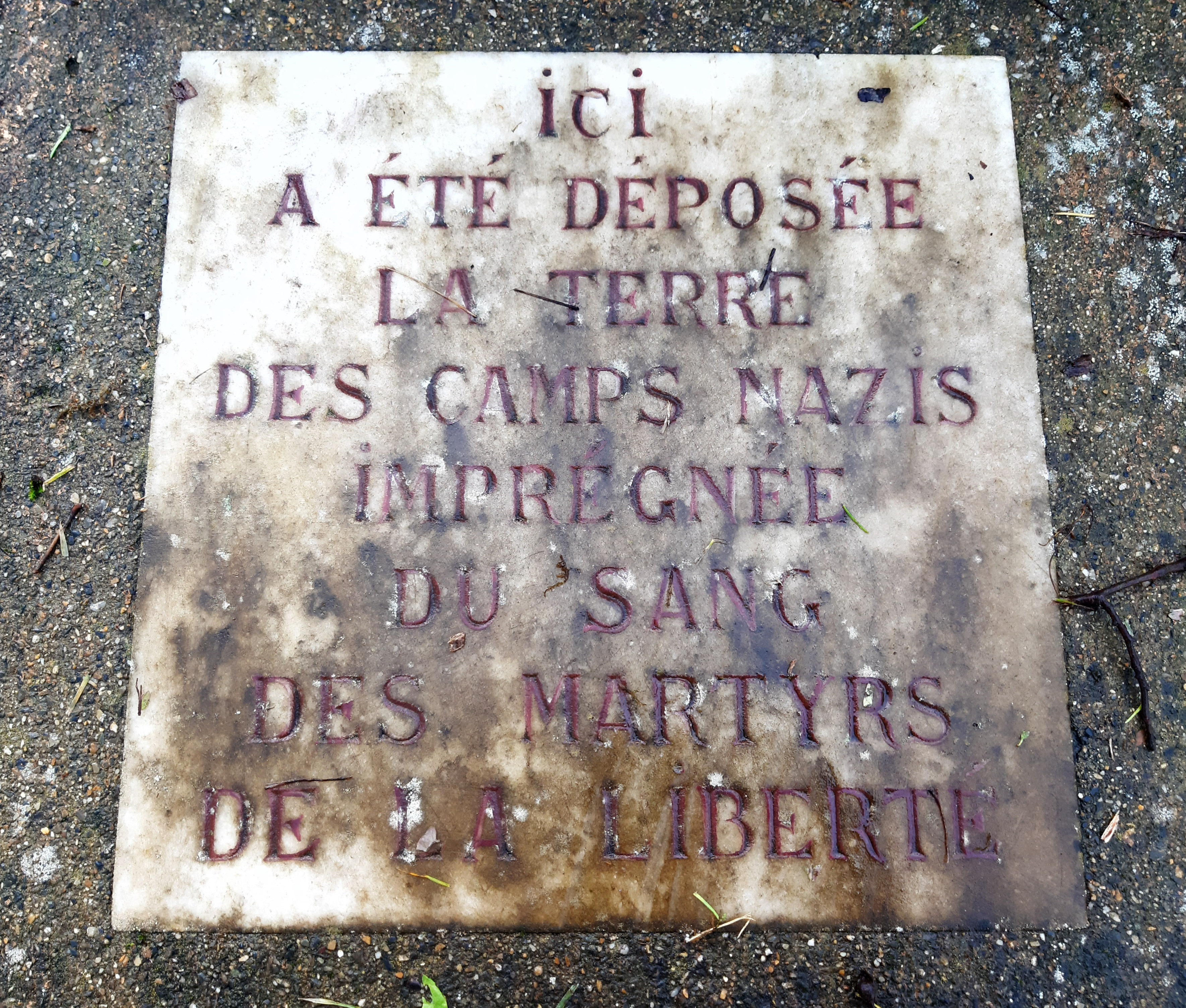
Plaque indiquant la présence de terre des camps nazis
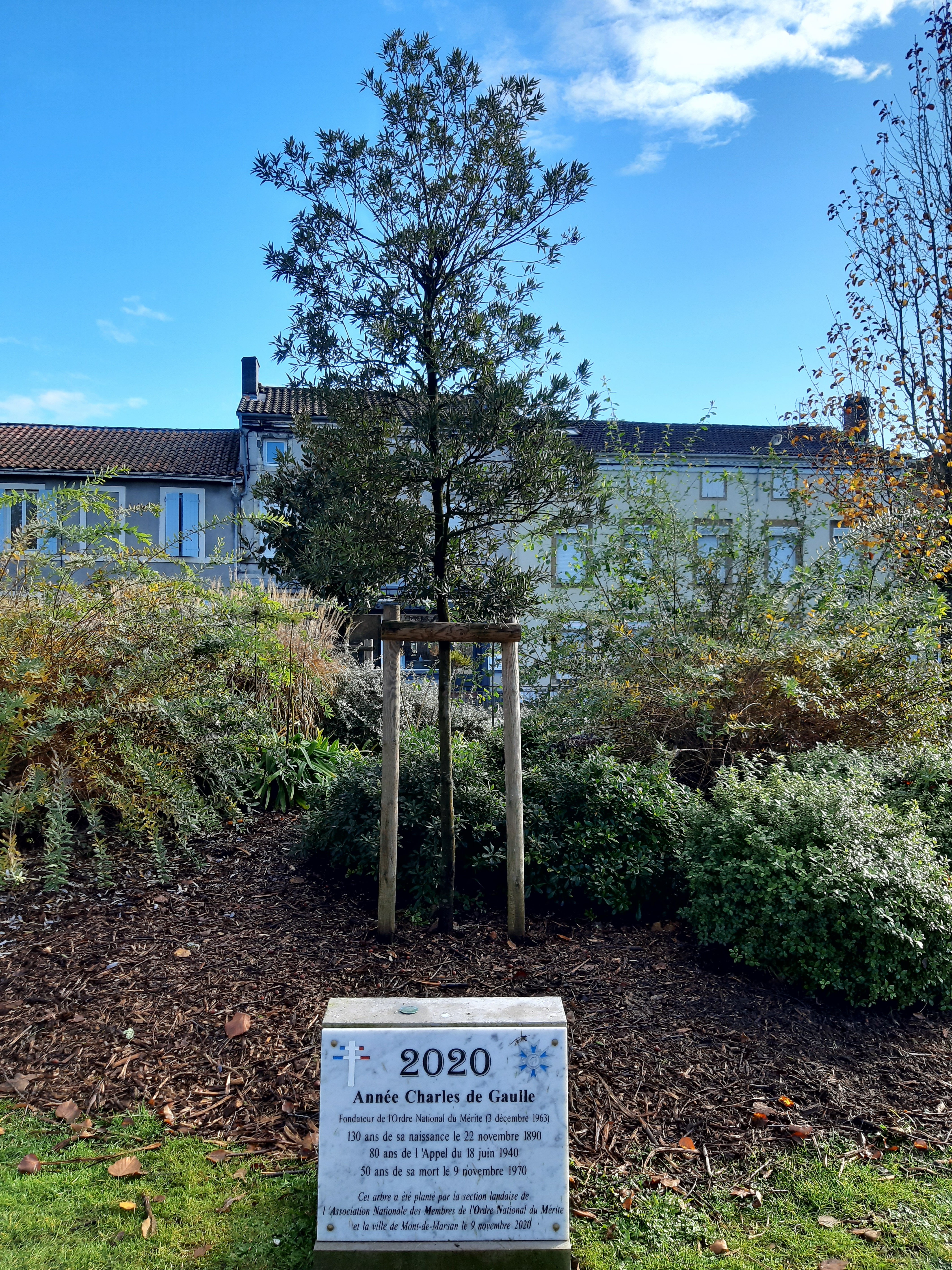
Arbre planté en 2020, année Charles de Gaulle
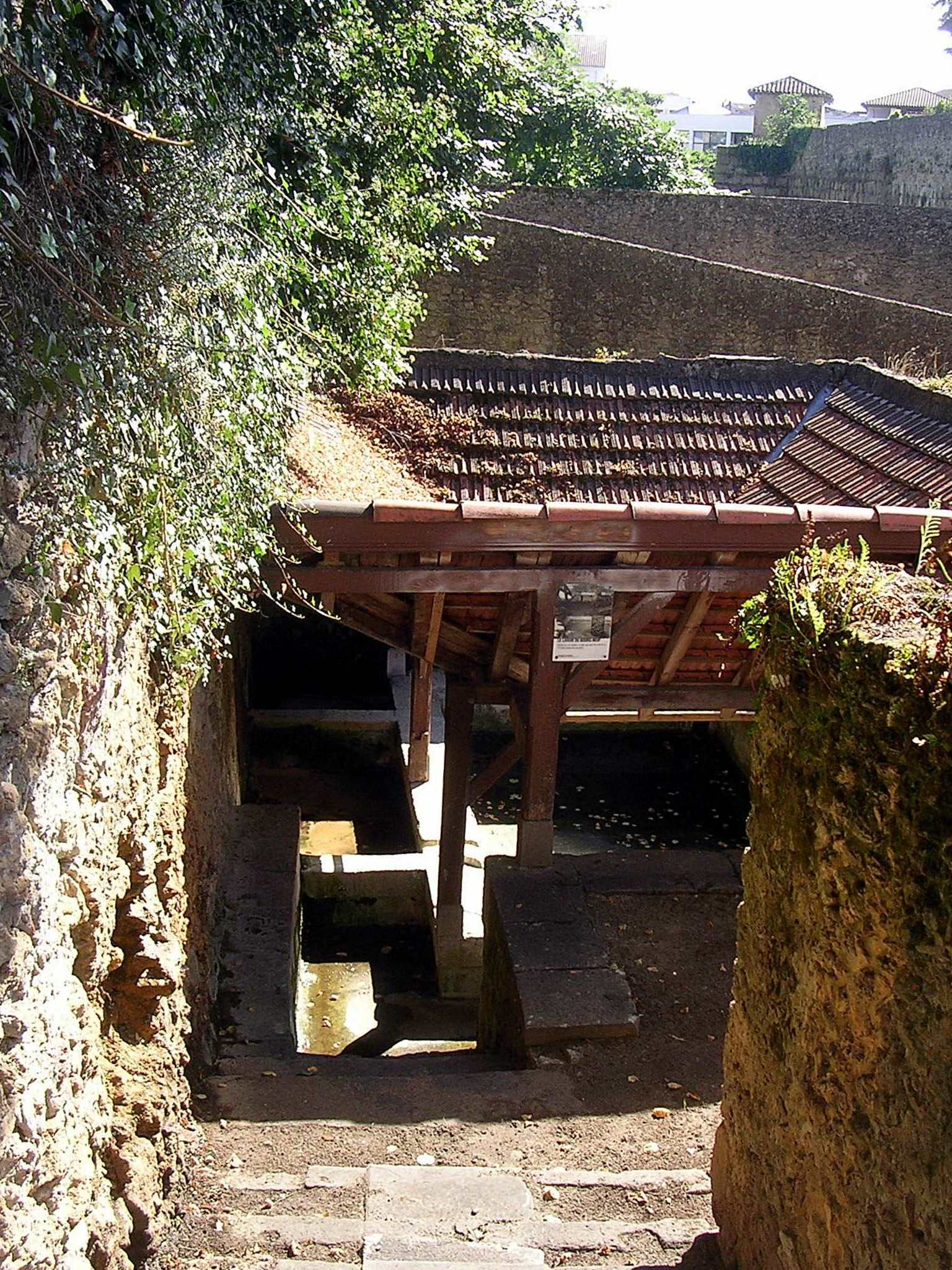
Lavoir du Bourg-Neuf, en contrebas du square des Anciens-Combattants, au pied des remparts de Mont-de-Marsan